# Montenero d’Orcia
Montenero d’Orcia ist ein Ortsteil (Fraktion, italienisch frazione) der Gemeinde Castel del Piano in der Provinz Grosseto, Region Toskana in Italien.

## Geografie
Der Ort liegt ca. 8 Kilometer nordwestlich des Hauptortes Castel del Piano und ca. 35 Kilometer nordöstlich der Provinzhauptstadt Grosseto in der Maremma und im Orciatal (Val d’Orcia). Namenzusatzgebend ist der Fluss Orcia, der ca. 1 km nördlich fließt. Ca. 11 km westlich fließt der Torrente Ente, ein Nebenfluss des Orcia. Montenero d’Orcia liegt im Erzbistum Siena-Colle di Val d’Elsa-Montalcino und bei 388 Metern und hatte 2001 ca. 250 Einwohner. Nächstgelegene Orte sind Montegiovi (Castel del Piano), Porrona (Cinigiano) und Sant’Angelo in Colle (Montalcino).

## Geschichte
Das Gebiet des heutigen Montenero d’Orcia gehörte ab 903 zu dem Kloster San Salvatore di Monte Amiata. Die Burg (Castello, heute Cassero) wurde erstmals 1015 erwähnt und gehörte zu gleichen Teilen dem Kloster San Salvatore di Monte Amiata und den Aldobrandeschi. Im 13. Jahrhundert stand der Ort unter den Visconti di Campiglia aus Campiglia d’Orcia, die häufig wegen nicht bezahlter Abgaben mit dem Kloster San Salvadore di Monte Amiata in Konflikt gerieten. Ab 1375 regierten die Salimbeni aus Siena den Ort, ab 1400 unterstand Montenero d’Orica direkt der Regierung in Siena. Nach der Niederlage der Republik Siena 1555 gegen Florenz und vier weiteren Jahren des Widerstandes unter der Regierung von Siena im Exil von Montalcino (Repubblica di Siena riparata in Montalcino) fügte sich der Ort am 2. September 1559 nach dem Frieden von Cateau-Cambrésis in das Großherzogtum Toskana ein. Danach gehörte der Ort erst zu Cinigiano und wurde später ein Ortsteil von Castel del Piano. Mehrere Quellen verweisen auf Montenero d’Orcia als Geburtsort von Pietro Andrea Mattioli, der ebenfalls als in Siena geboren erwähnt wird.

## Sehenswürdigkeiten

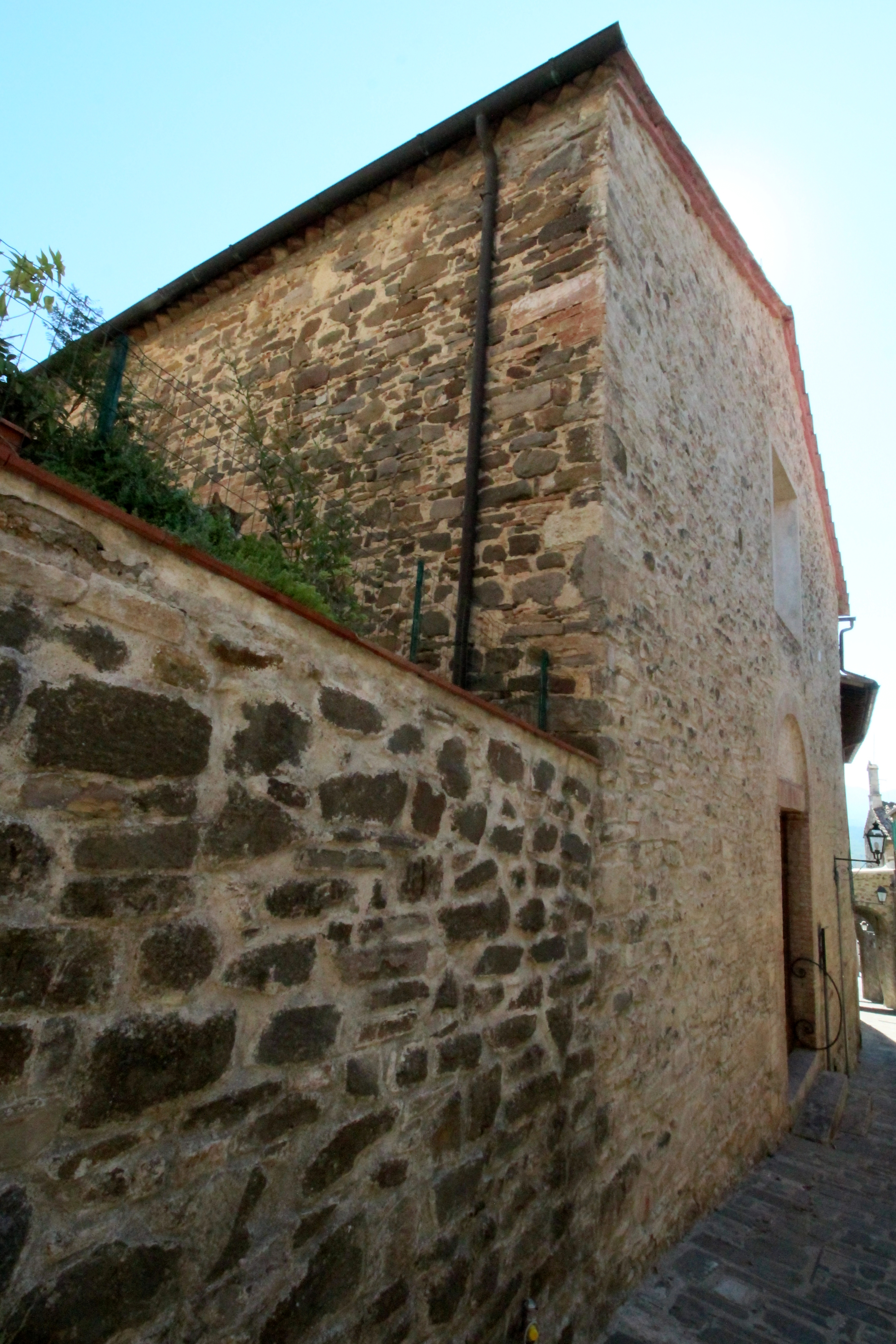
Die Kirche Santa Lucia

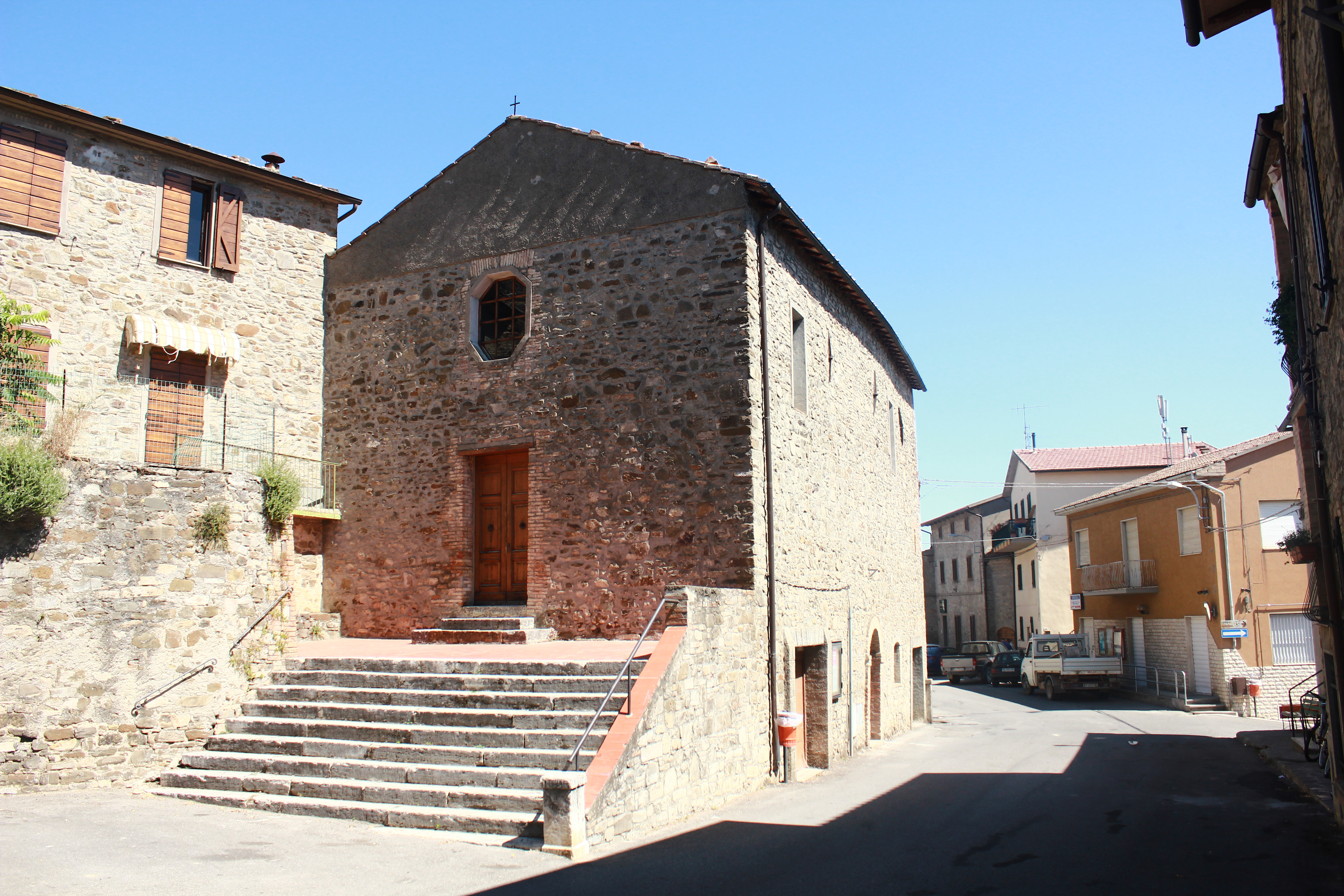
Die Chiesa della Madonna

- Chiesa di Santa Lucia, Kirche innerhalb der Befestigungsmauern. Entstand im 12. Jahrhundert und wurde 1188 und 1198 in Briefen der Päpste Clemens III. und Innozenz III. erwähnt. Gehörte zunächst zum Kloster San Salvatore di Monte Amiata und dann zur Abtei Sant’Antimo.[5] Enthält am rechten Altar das Leinwandgemälde Madonna del Rosario e Santi, das von oder aus dem Umfeld des Alessandro Casolani stammt. Das dem Pellegrino di Mariano zugeschriebene Gemälde Madonna col Bambino e due Angeli, welches sich unterhalb der Madonna befand, befindet sich heute im Museum von Montalcino.[7]
- Chiesa della Madonna, Kirche aus dem 16. Jahrhundert, die im 18. Jahrhundert erneuert wurde. Enthält das Werk Madonna col Bambino e i Santi Giovanni Battista e Lorenzo, das wahrscheinlich von Bernardino Fungai stammt.[7]
- Befestigungsmauern, die aus dem 10. Jahrhundert stammen und im frühen 15. Jahrhundert durch die seneser Regierung erheblich verstärkt wurden. Enthält ein heute noch vorhandenes doppeltes Befestigungstor (Porta del Castello[4]) hinter der Apsis der Chiesa della Madonna und vor der Kirche Santa Lucia.
- Cassero Senese, Burgruine, von der heute noch der Turm vorhanden ist. Entstand 1404 durch die Regierung in Siena über den Resten einer früheren Wehranlage.[5]
- Pozzo mediceo, Piazza del Pozzo, Brunnen aus dem 17. Jahrhundert, der das Wappen der Medici trägt.[5]
- Befestigungsmauern, die aus dem 10. Jahrhundert stammen und im frühen 15. Jahrhundert durch die seneser Regierung erheblich verstärkt wurden. Enthält ein heute noch vorhandenes doppeltes Befestigungstor hinter der Apsis der Chiesa della Madonna.

## Verkehr
- Der Ort liegt nahe der Straße Strada provinciale 64 del Cipressino (SP 64), die Castel del Piano mit der Strada Statale 223 di Paganico verbindet.
- Der nächstgelegene Haltepunkt am Schienenverkehr ist der Bahnhof Stazione di Civitella Paganico in Paganico (Ortsteil von Civitella Paganico). Der Haltepunkt liegt an der Bahnstrecke Siena–Grosseto. Der nähergelegene Bahnhof von Sant’Angelo Scalo nahe Sant’Angelo in Colle (Gemeinde Montalcino) ist nicht mehr aktiv und wird nur noch unregelmäßig von historischen Eisenbahnwagen angefahren.

## Bilder

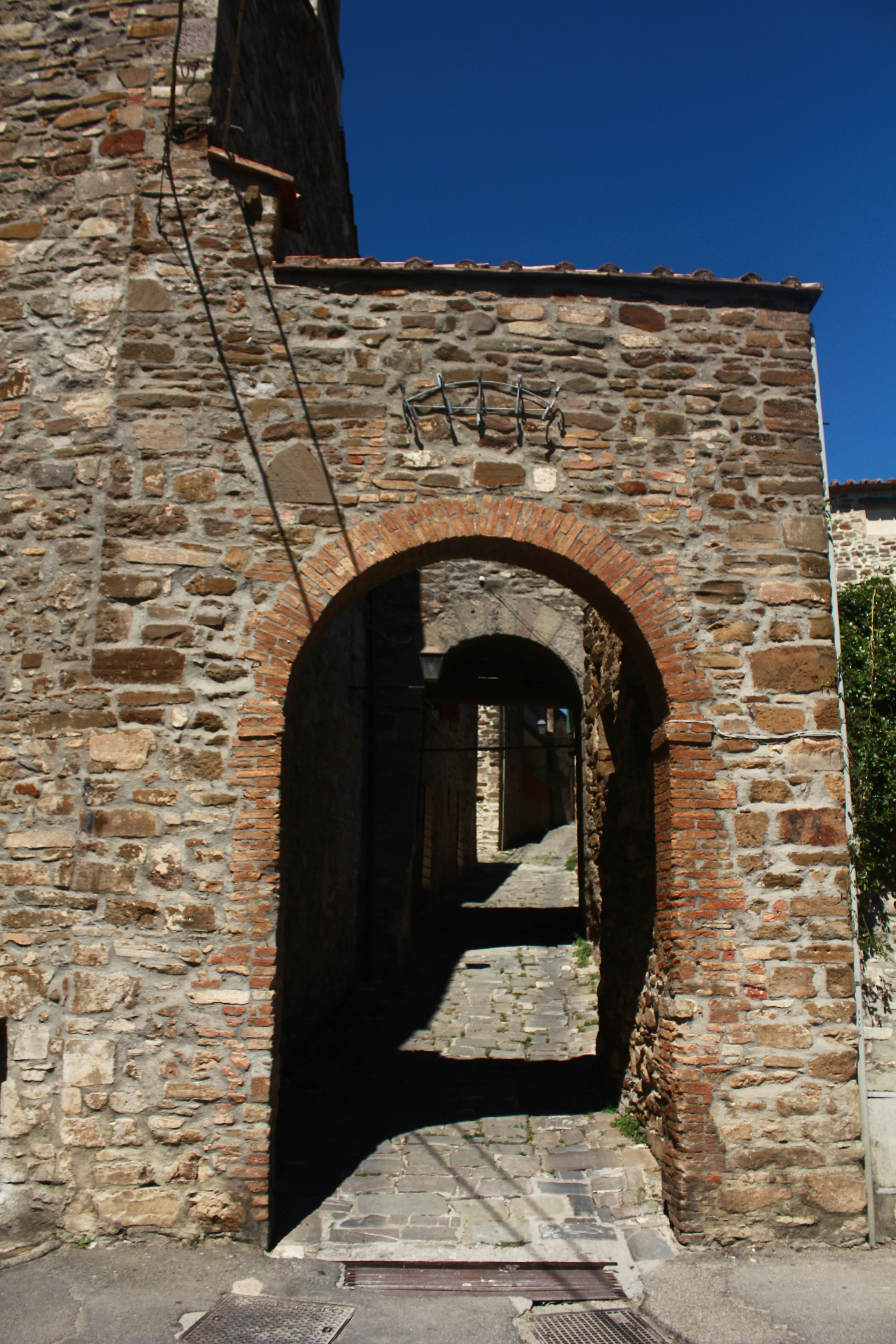
Doppeltor der Befestigungsmauern Porta del Castello
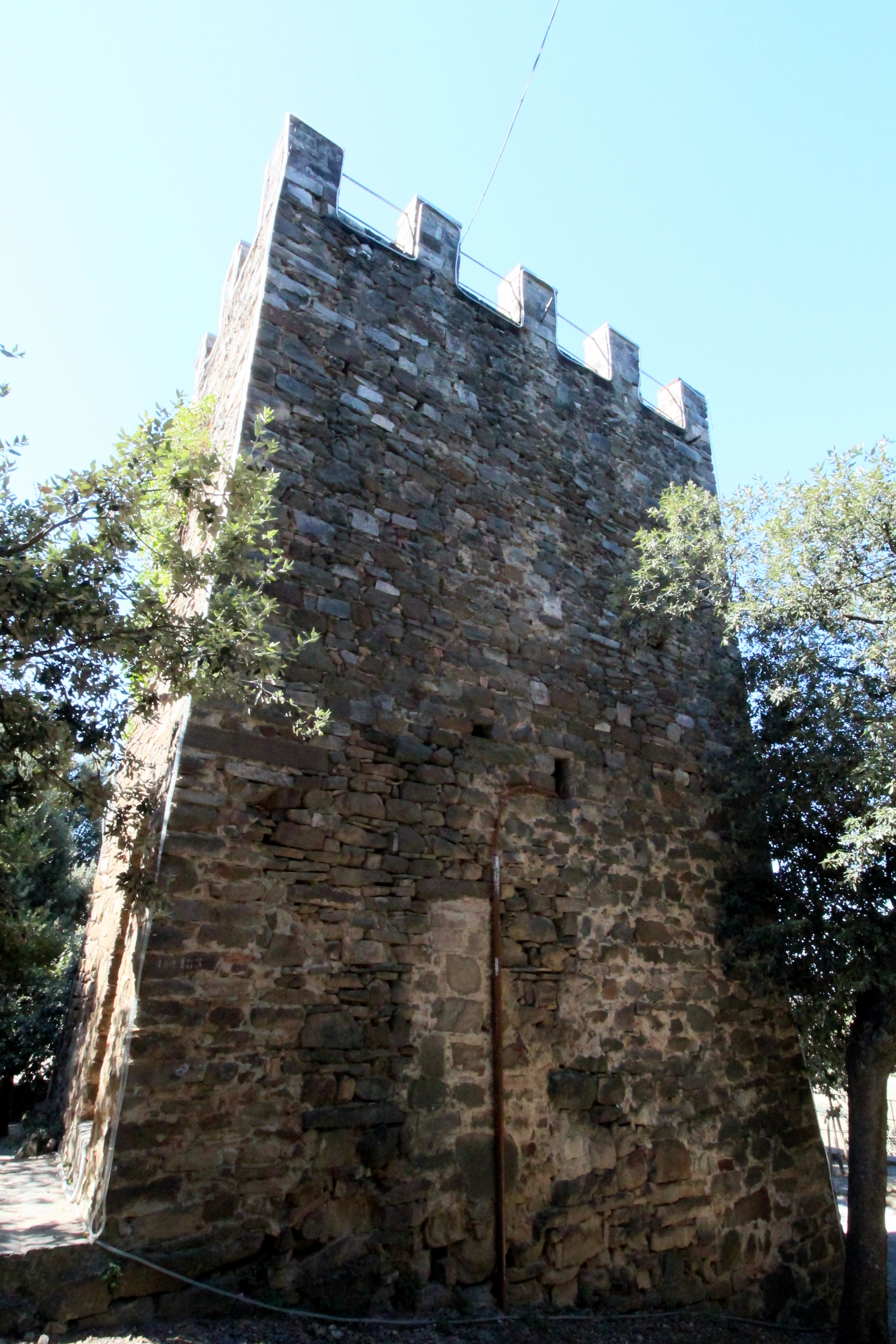
Der noch vorhandene Turm des Cassero Senese
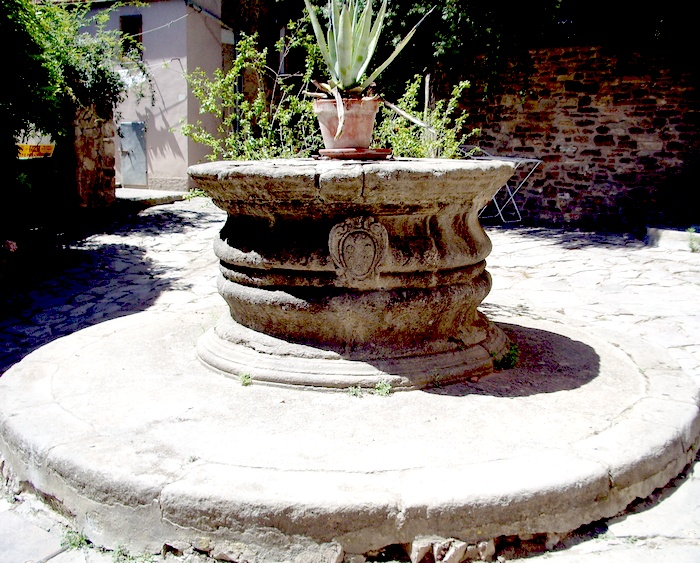
Der Brunnen Pozzo mediceo
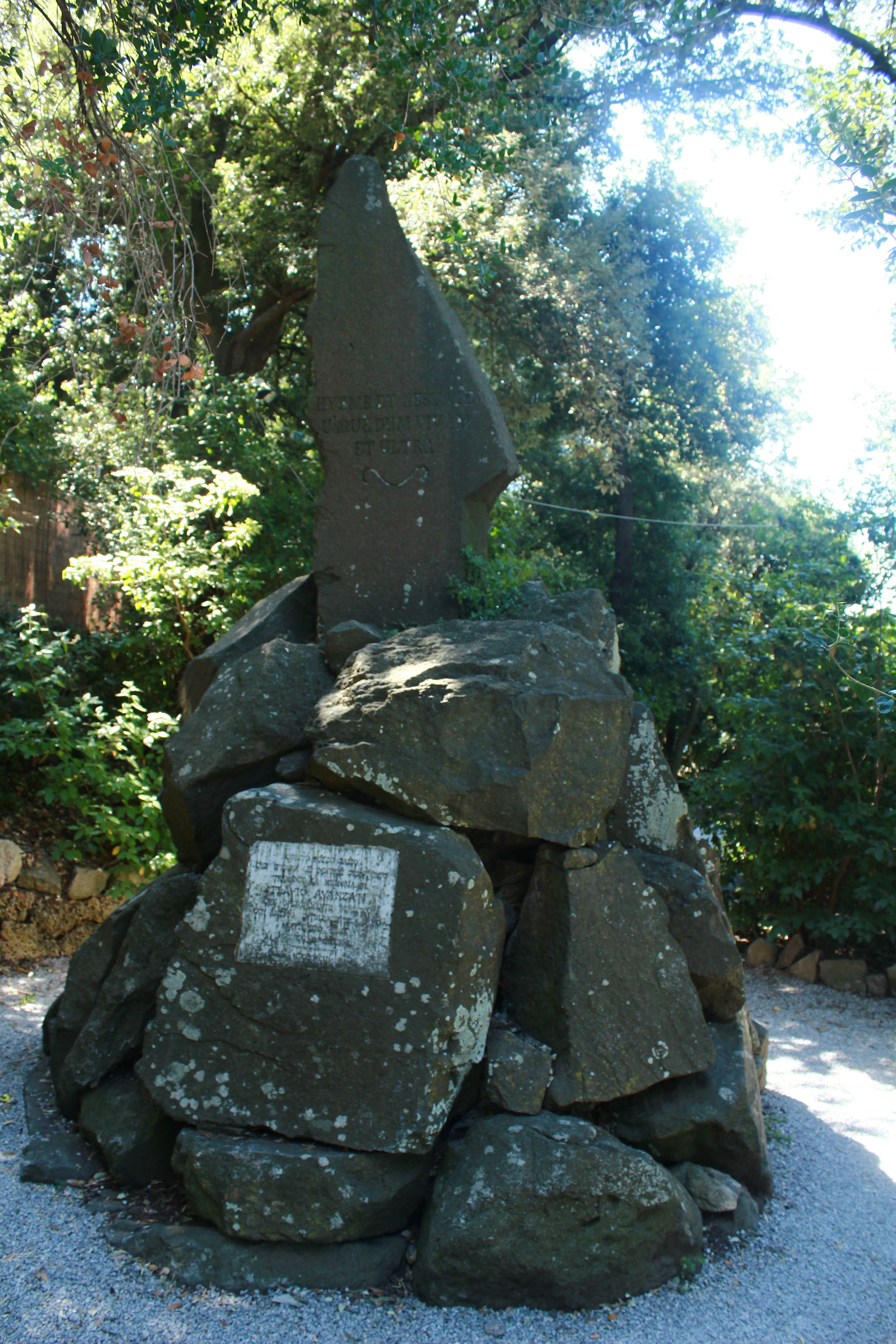
Das Denkmal Monumento Flavio Avanzati